# Багиев, Баги Фейзи оглы
Баги Фейзи оглы Багиев (азерб. Bağı Fəyzi oğlu Bağıyev; 19 ноября 1914, Шемахинский уезд — 30 апреля 2002, Ахсуинский район) — советский азербайджанский хлебороб, Герой Социалистического Труда (1948).

## Биография
Родился 19 ноября 1914 года в селе Кашад Шемахинского уезда Бакинской губернии (ныне Ахсуинский район Азербайджана).
Участник Великой Отечественной войны.
С 1945 года бригадир хлеборобов, бригадир садоводов, заведующий овцеводческой фермой колхоза имени Хагани, с 1976 года заведующий скотоводческой фермой совхоза имени Хагани Ахсуинского района. В 1947 году получил урожай зерна 30,13 центнера с гектара на площади 22 гектаров.
Указом Президиума Верховного Совета СССР от 10 марта 1948 года за получение в 1947 году высоких урожаев пшеницы Багиеву Баги Фейзи оглы присвоено звание Героя Социалистического Труда с вручением ордена Ленина и золотой медали «Серп и Молот».
Активно участвовал в общественной жизни Азербайджана. Член КПСС с 1949 года.
Скончался 30 апреля 2002 года в селе Кашад Ахсуинского района.